# 255e brigade de chars (Inde)
Pour les articles homonymes, voir 1re brigade, 5e brigade et 255e brigade.
La 255e brigade de chars indienne est une brigade blindée de l'armée indienne britannique pendant la Seconde Guerre mondiale. Incorporée à la 14e armée, elle participa à la campagne de Birmanie sur le théâtre d'Asie du Sud-Est de la guerre du Pacifique. L'insigne de la 255e brigade de chars comprenait un taureau noir, avec des cornes jaunes et des yeux rouges, sur un triangle bleu royal.
La brigade a combattu avec la 17e division d'infanterie indienne en Birmanie et fut impliquée dans la bataille de Meiktila, la bataille de Pokokku et les opérations de l'Irrawaddy, et pendant l'opération Dracula.
La brigade fut créée en juin 1941 en tant que 5e brigade blindée indienne, avant d'être renommée 255e brigade blindée indienne en octobre 1941. Le nom fut de nouveau changé en 255e brigade de chars indienne en août 1944. En octobre 1944, celle-ci s'installe dans la plaine d'Imphal et passe sous le commandement du IVe corps. La brigade traversa l'Irrawaddy sous le commandement de la 17e division d'infanterie indienne en février 1945.
La brigade fut renommée en juin 1946 en 1re brigade blindée et affectée à la 1re division blindée, avec laquelle elle servait à Secunderabad lors de la partition de l'Inde en août 1947.

## Unités composantes (février 1945)
- 16e cavalerie légère, voitures blindées
- 5e King Edward's Own Probyn's Horse, chars Stuart
- 9e Royal Deccan Horse, chars Sherman
- 116e Royal Armored Corps (Gordon Highlanders), chars Sherman
- 4e bataillon, 4e Bombay Grenadiers (bataillon d'infanterie à moteur[4])
- 6e bataillon, 7e régiment Rajput (QG / bataillon de défense, 17e division indienne, ci-joint)
- 36e escadron de campagne, QVO Madras Sappers & Miners Group, Indian Engineers
- 3e Independent Bridging Troop, RAC
- 9e Light Field Ambulance, IAMC
- Éléments du 18e régiment de campagne RA - SP Guns[5]

## Commandement
- Brigadier H. H. Stable (juin 1941 - novembre 1943) [5]
- Brigadier C. E. Pert (novembre 1943 - mai 1945)
- Brigadier R. Younger (mai - novembre 1945)
- Brigadier J. M. W. Martin (novembre 1945 - novembre 1947)[6]
- Brigadier Tara Singh Bal (novembre 1947 - mars 1948)